# Tetrablemma samoense
Espèce
Synonymes
- Tetrablemma samoensis Marples, 1964

Tetrablemma samoense est une espèce d'araignées aranéomorphes de la famille des Tetrablemmidae.

## Distribution
Cette espèce est endémique des Samoa. Elle se rencontre à Upolu. 

## Publication originale
- Marples, 1964 : Spiders from some Pacific islands, part V. Pacific Science, vol. 18, p. 399-410.